# Тор (поверхность)

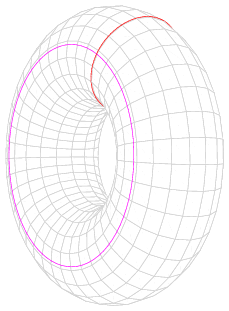
Красным — образующая окружность

Тор (тороид) — поверхность вращения, получаемая вращением образующей окружности вокруг оси, лежащей в плоскости этой окружности и не пересекающей её.
Обобщённо, тор — топологическое пространство или гладкое многообразие, эквивалентное такой поверхности.
Иногда не требуют, чтобы ось вращения не пересекала образующую окружность. В таком случае, если ось вращения пересекает образующую окружность (или касается её), то тор называют закрытым, иначе открытым.
Понятие тора определяется и в многомерном случае. Тор является примером коммутативной алгебраической группы и примером группы Ли.

## История
Тороидальная поверхность впервые была рассмотрена древнегреческим математиком Архитом при решении задачи об удвоении куба. Другой древнегреческий математик, Персей, написал книгу о спирических линиях — сечениях тора плоскостью, параллельной его оси.

## Ось тора
Ось вращения может пересекать окружность, касаться её и располагаться вне окружности. В первых двух случаях тор называется закрытым, в последнем — открытым, или кольцом.

Изменение расстояния до оси вращения
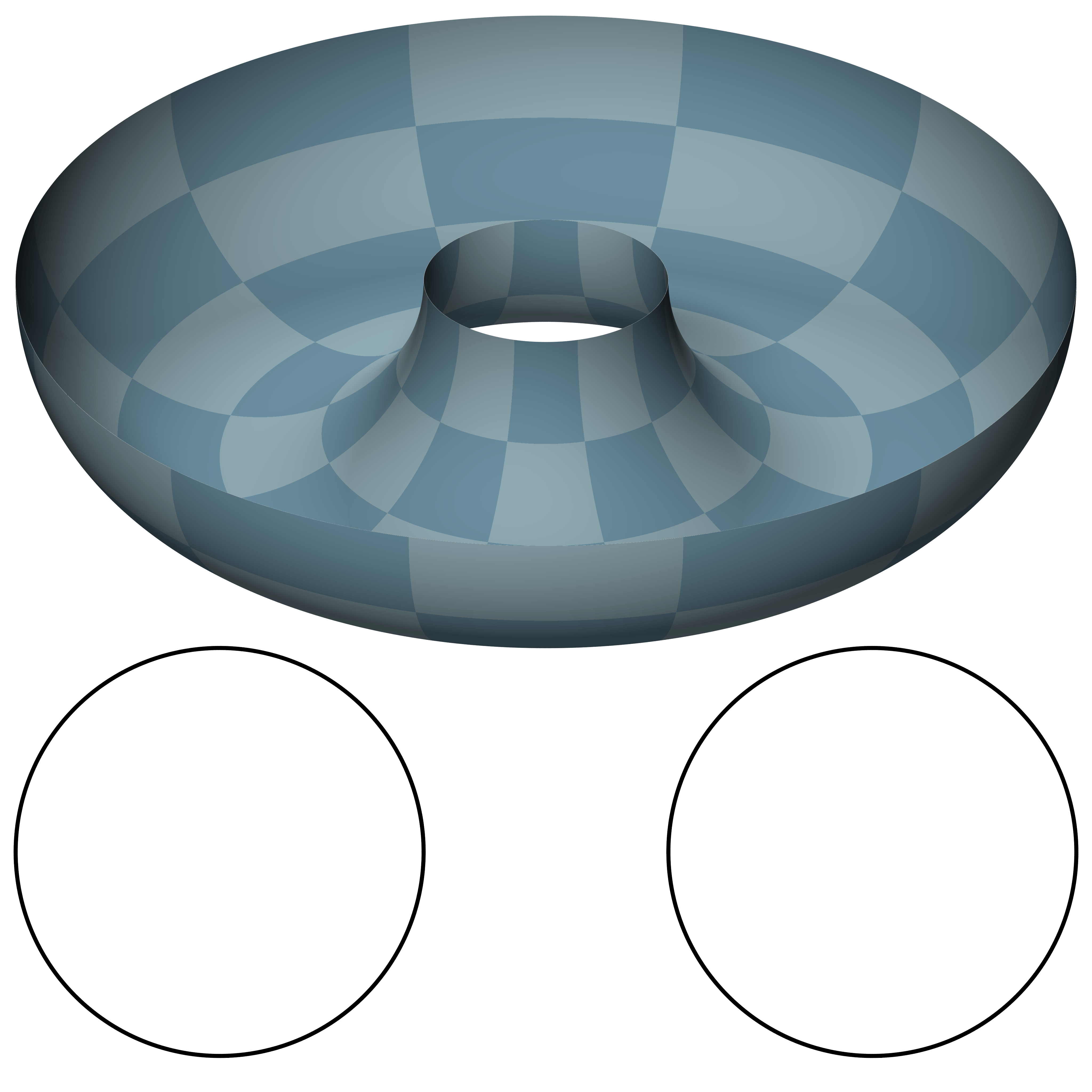
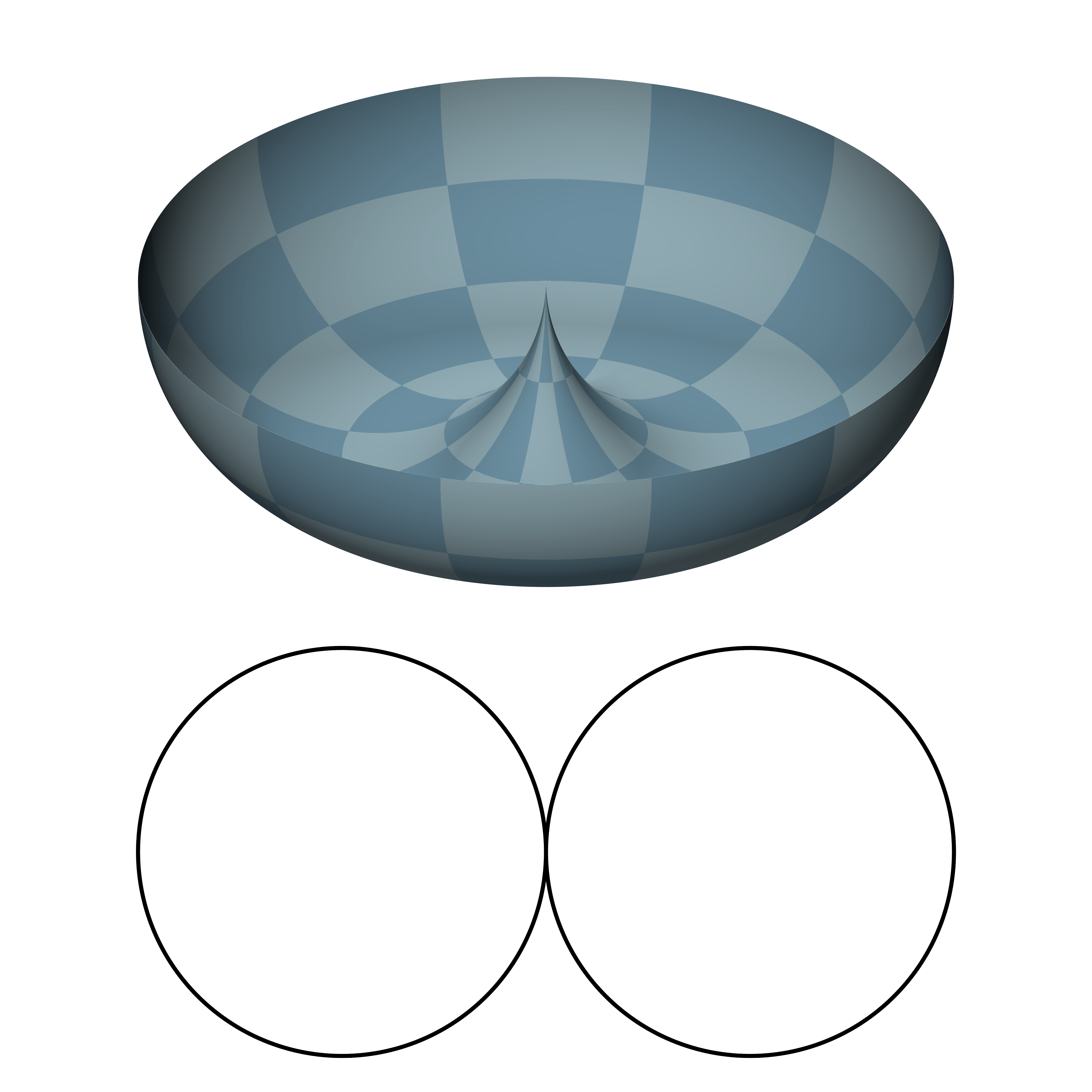
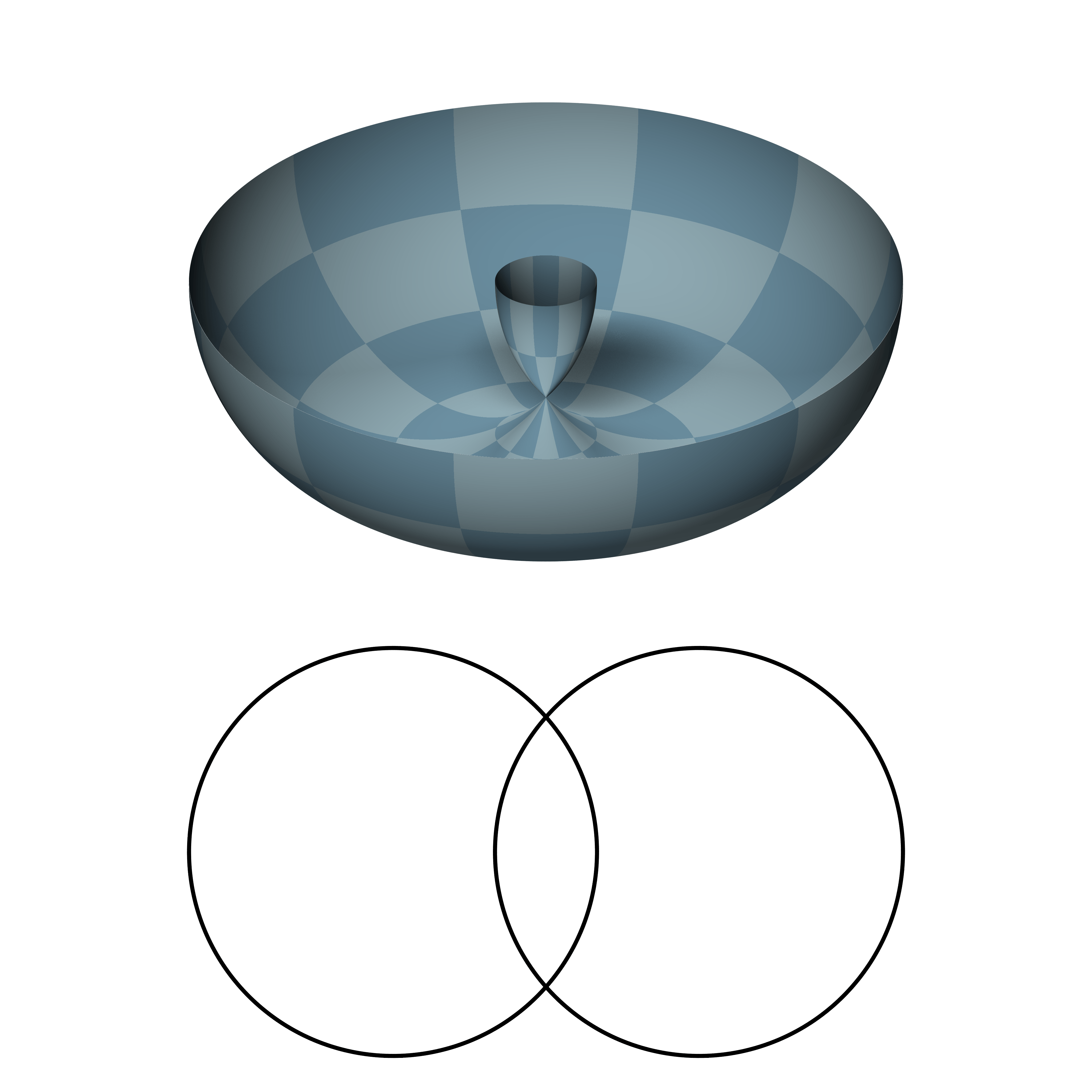
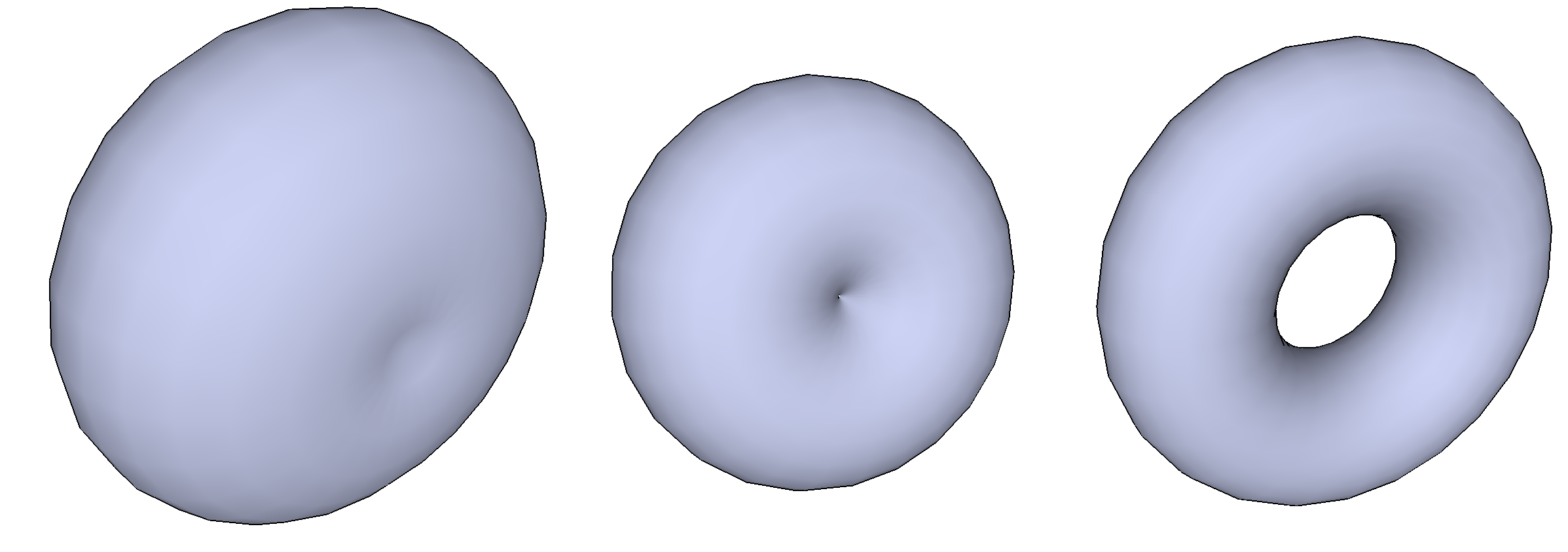
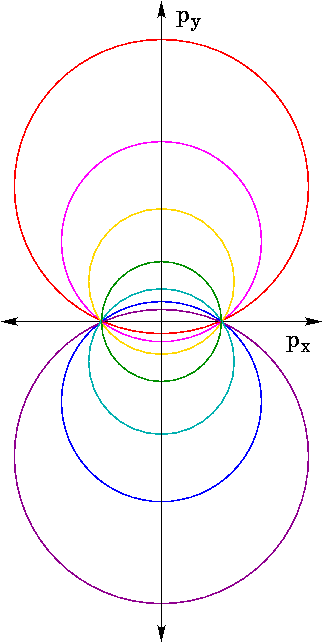

Окружность, состоящая из центров образующих окружностей, называется направляющей окружностью.

## Топологические свойства
Тор является поверхностью рода 1 (сфера с одной ручкой). Тор является компактным топологическим пространством.
Тор имеет характеристику Эйлера — Пуанкаре χ=0.

## Уравнения

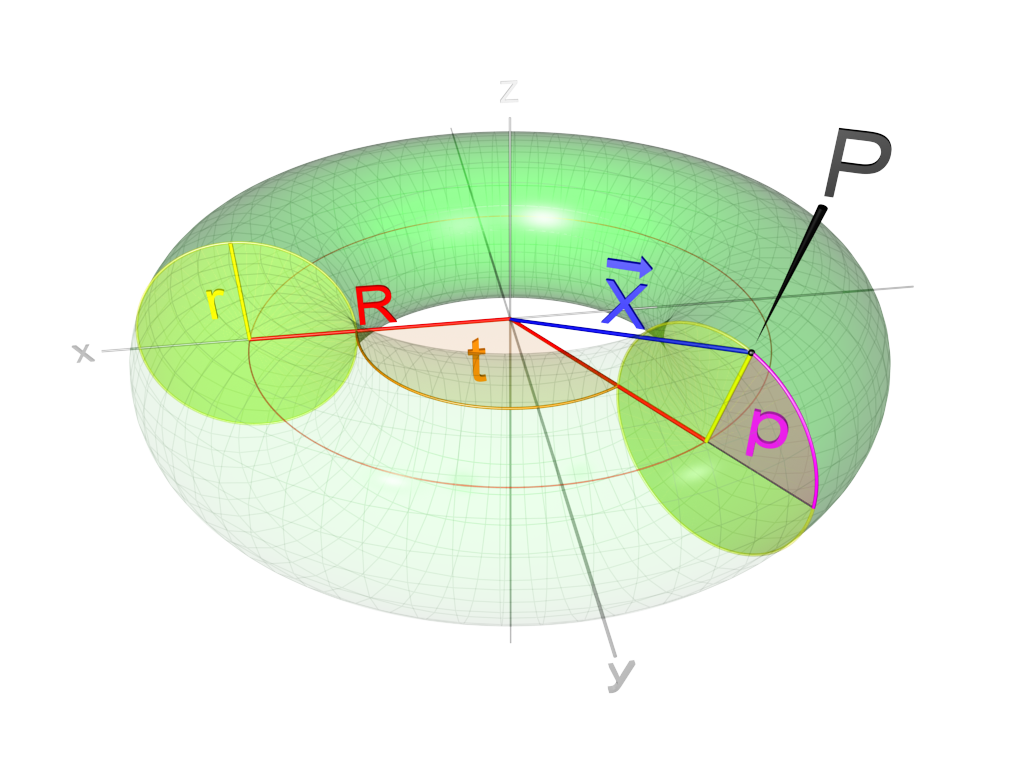

### Параметрическое
Уравнение тора с расстоянием от центра образующей окружности до оси вращения R и с радиусом образующей окружности r может быть задано параметрически в виде:
{\displaystyle \left\{{\begin{matrix}x(\varphi ,\psi )=&(R+r\cos \psi )\cos \varphi \\y(\varphi ,\psi )=&(R+r\cos \psi )\sin \varphi \\z(\varphi ,\psi )=&r\sin \psi \\\end{matrix}}\right.\qquad \varphi \in [0,2\pi ),\psi \in [-\pi ,\pi )}

### Алгебраическое
Непараметрическое уравнение в тех же координатах и с теми же радиусами имеет четвёртую степень:
{\displaystyle \left(x^{2}+y^{2}+z^{2}+R^{2}-r^{2}\right)^{2}-4R^{2}\left(x^{2}+y^{2}\right)=0}
Такая поверхность имеет четвёртый порядок.
Существуют другие поверхности, диффеоморфные тору, имеющие другой порядок.
{\displaystyle y^{2}=x^{3}+x+1}, где x, y комплексные числа. Комплексная эллиптическая кривая, кубическая поверхность.
{\displaystyle \left\{{\begin{matrix}x^{2}+y^{2}=1\\z^{2}+t^{2}=1\\\end{matrix}}\right.} Вложение тора в 4-мерное пространство. Это поверхность 2 порядка. Кривизна этой поверхности равна 0.

## Кривизна поверхности

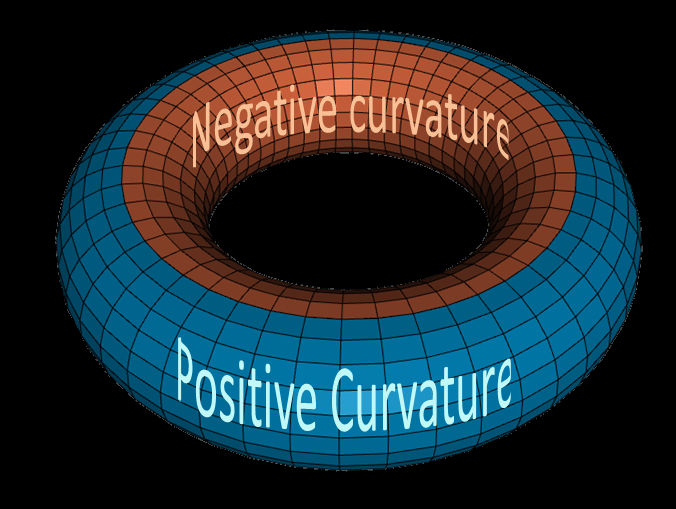
На торе есть точки с положительной, нулевой и отрицательной гауссовой кривизной.

Тор в трёхмерном пространстве имеет точки положительной и отрицательной кривизны. В соответствии с теоремой Гаусса-Бонне интеграл кривизны по всей поверхности тора равен нулю.

## Свойства

Этапы выворачивания тора

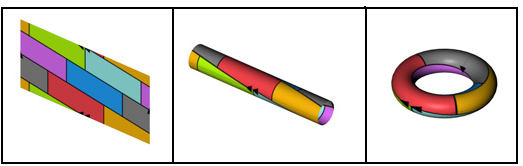
Вариант окраски участков тора

- Площадь поверхности тора как следствие из первой теоремы Гюльдена: {\displaystyle S=4\pi ^{2}Rr}.
- Объём тела, ограничиваемого тором (полнотория), как следствие из второй теоремы Паппа — Гюльдена: {\displaystyle V=2\pi ^{2}Rr^{2}}.
- Тор с вырезанным диском («проколотый») можно вывернуть наизнанку непрерывным образом (топологически, то есть серией диффеоморфизмов). При этом две пересекающиеся перпендикулярно окружности на нём («параллель» и «меридиан») поменяются местами.[3]
- Два таких «дырявых» тора, сцепленных между собой, можно продеформировать так, чтобы один из торов «проглотил» другой.[4]
- Минимальное число цветов, необходимое для раскрашивания участков тора так, чтобы соседние были разного цвета, равно 7. См. также Проблема четырёх красок.

### Сечения

Анимация, показывающая разрезание тора бикасательной плоскостью и две получающиеся окружности Вилларсо

Сечения

- При сечении тора бикасательной плоскостью получающаяся кривая четвёртого порядка оказывается вырожденной: пересечение является объединением двух окружностей, называемых окружностями Вилларсо.
  - В частности, открытый тор может быть представлен как поверхность вращения окружности, зацепленной за ось вращения
- Одно из сечений открытого тора — лемниската Бернулли, другие кривые линии являются графическими линиями и называются кривыми Персея[5] (спирическими линиями, сечениями тора плоскостью, параллельной его оси)
- Некоторые пересечения поверхности тора плоскостью внешне напоминают эллипс (кривую 2-го порядка). Получаемая таким образом кривая выражается алгебраическим уравнением 4-го порядка[6].

## Обобщения

### Многомерный тор

Стереографическая проекция

Обобщением 2-мерного тора является многомерный тор (также n-тор или гипертор):
{\displaystyle \mathbf {T} ^{n}=\underbrace {S^{1}\times \cdots \times S^{1}} _{n}.}

### Поверхность вращения
Тор — частный случай поверхности вращения.